# Nyali
Nyali est une localité balnéaire du comté de Mombasa au Kenya.

## Description
Nyali est un des principaux quartiers résidentiels de Mombasa, privilégié et haut de gamme. Il est situé sur le continent au nord-est de l'île de Mombasa, à laquelle il est relié par le New Nyali Bridge (en) depuis 1980, ce qui a contribué au développement rapide du quartier.
Nyali est devenu un quartier résidentiel autonome très occidentalisé, avec deux supermarchés Nakumatt, un cinéma multiplexe (Cinemax Nyali), des centres commerciaux, des banques, des écoles et des bureaux de poste. Cela évite aux résidents d'avoir à traverser le pont pour se rendre dans le centre-ville souvent embouteillé de Mombasa. On trouve entre autres à Nyali le Mamba Village (la plus grande ferme à crocodiles d'Afrique), le Nyali Golf Club, le temple hindou Dwarikadham, de nombreuses ambassades et quelques-unes des institutions académiques les plus prestigieuses de la province côtière.
Enfin le succès de Nyali est en bonne partie dû au tourisme balnéaire, qui fait vivre les habitants des proches quartiers moins favorisés (Kongowea, Bamburi...).

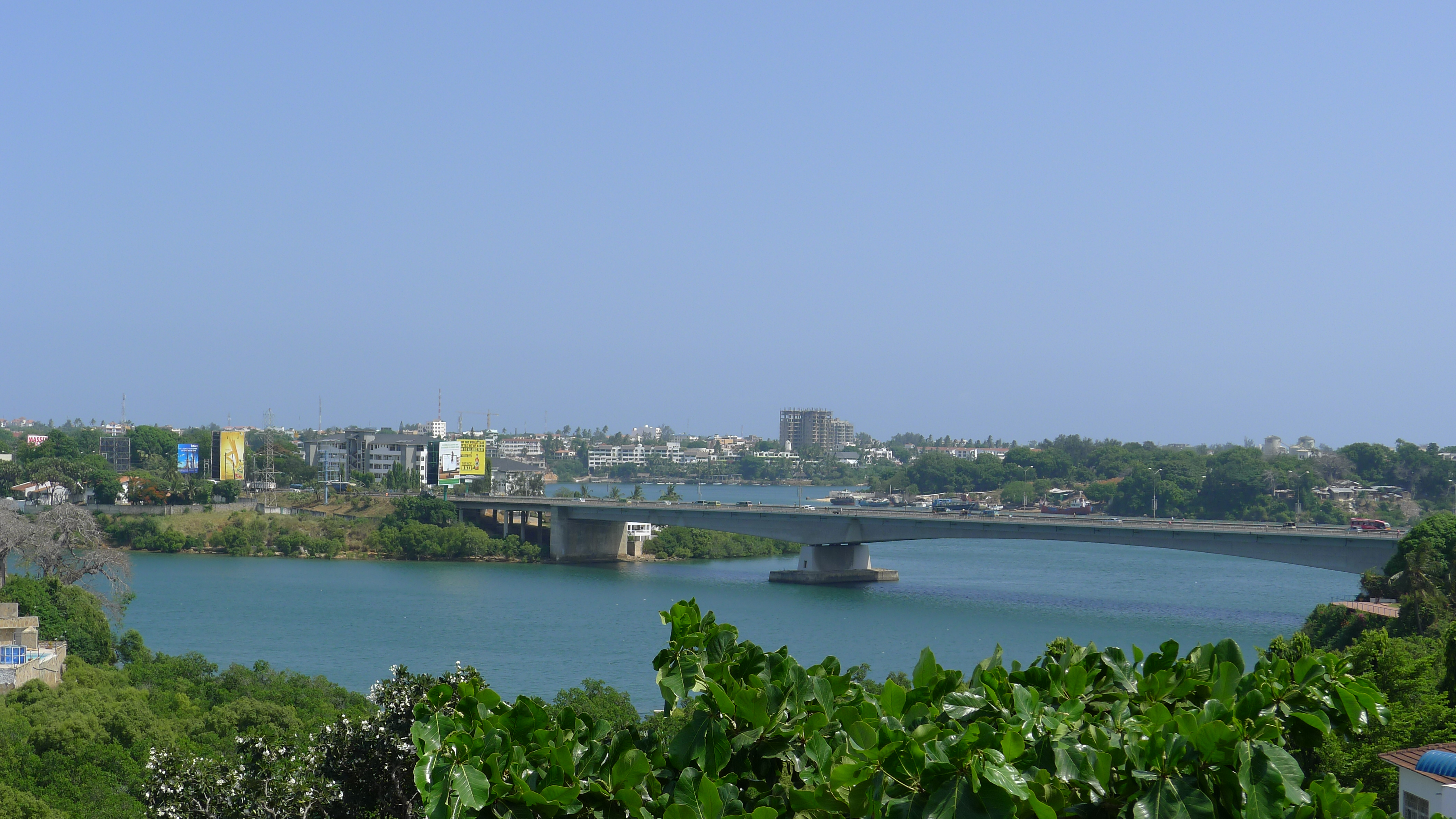
Le Nyali Bridge, qui relie l'île de Mombasa à Nyali.
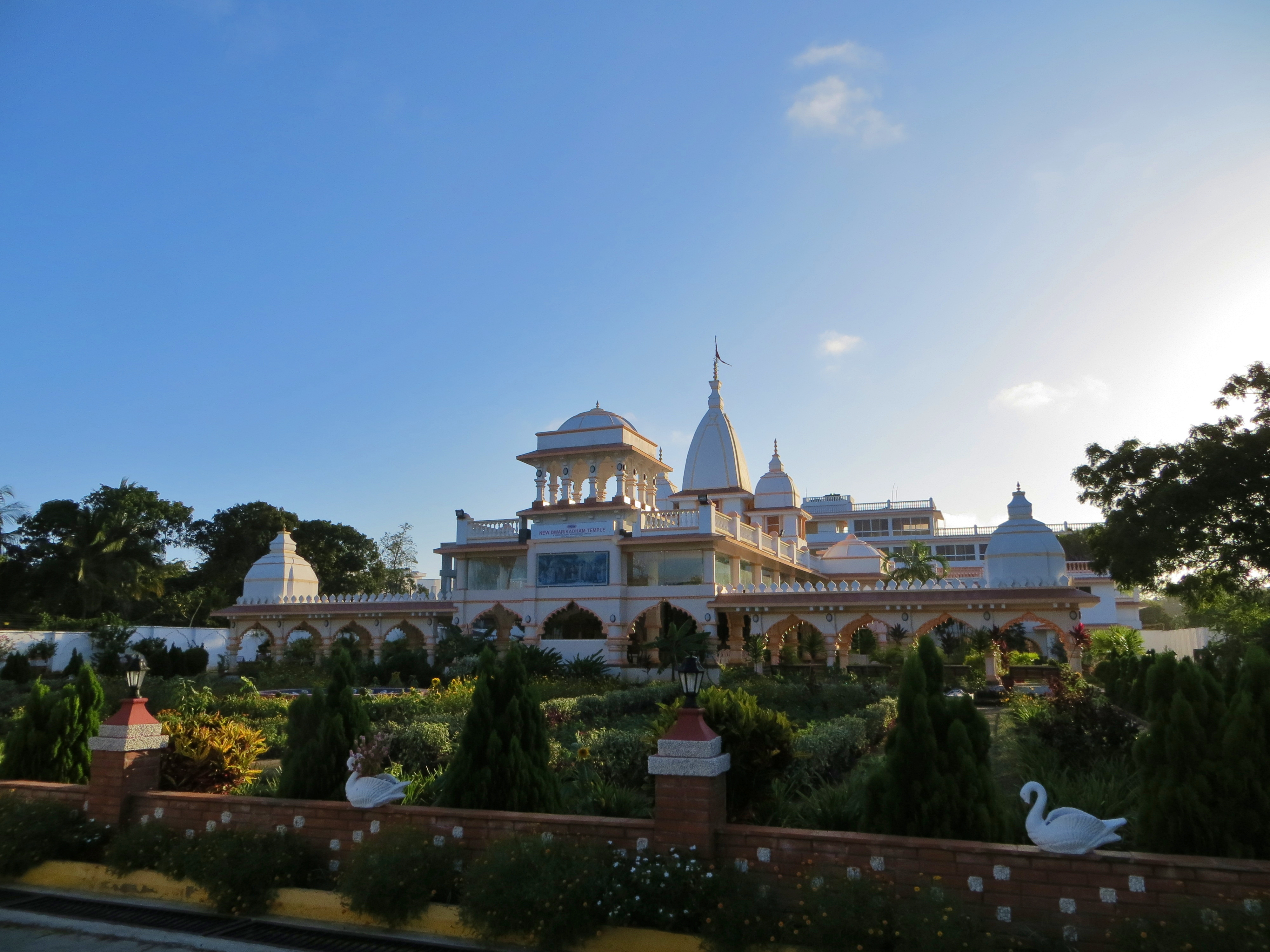
Le temple hindou New Dwarikadham.
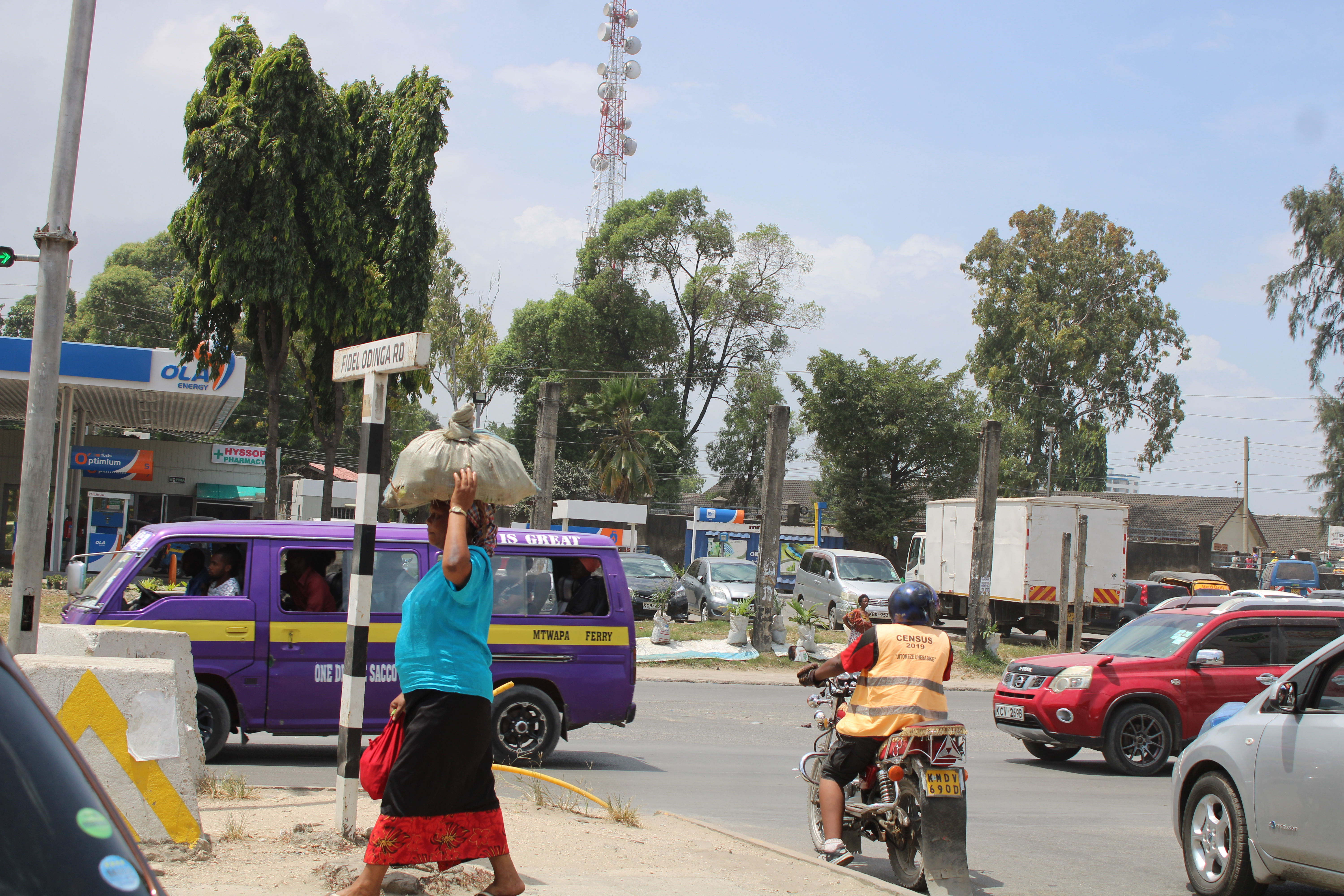
Scène de rue.
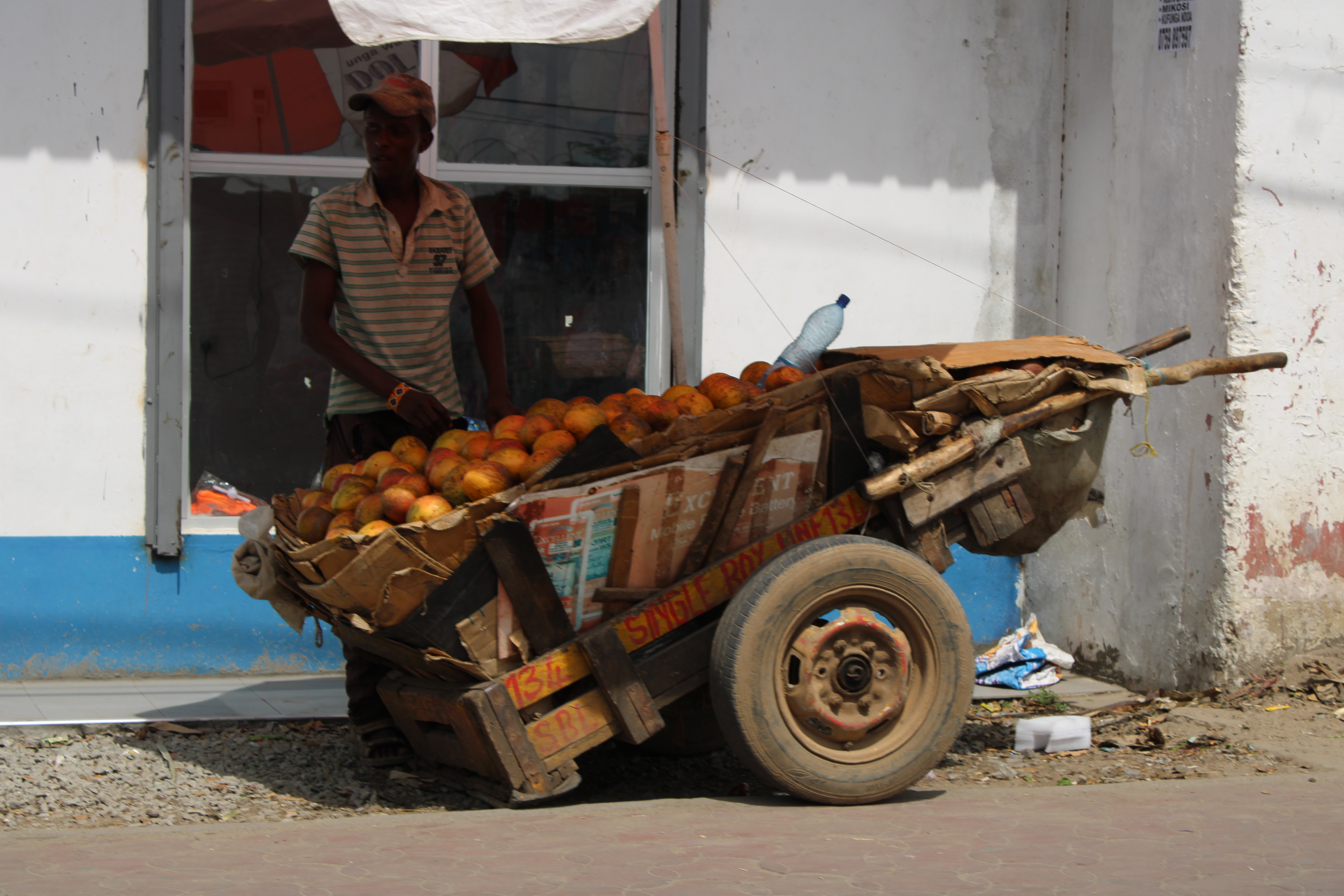
Marchand de fruits.
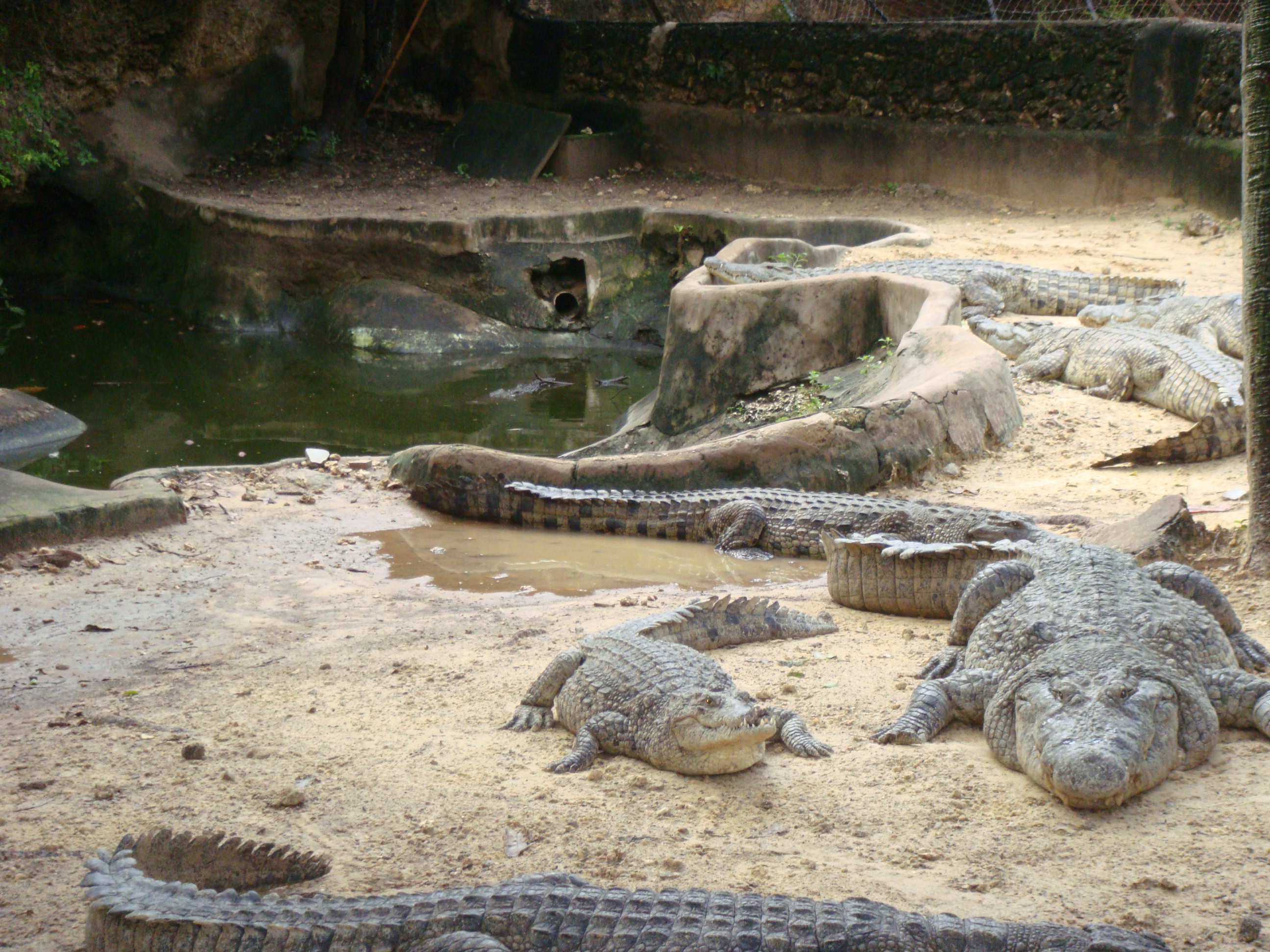
Ferme aux crocodiles.

## Tourisme
Nyali est très réputée pour son potentiel touristique, grâce à son calme, sa capacité d'accueil et son littoral de plages de sable blanc protégé par une barrière de corail qui fait le bonheur des plongeurs. Celle-ci fait partie de la Réserve Marine de Mombasa, gérée par le Kenya Wildlife Service.
On y trouve ainsi de nombreux hôtels de luxe sur presque tout le bord de mer (Nyali Beach Resort, Voyager Hotel, Reef Hotel, Mombasa Beach Hotel...), agrémentés d'hôtels plus accessibles (Backpackers Hotel) et de nombreux lieux de divertissement et activités pour les touristes (beach-volley, planche à voile, plongée sous-marine, kite-surf, nautisme à la voile...).

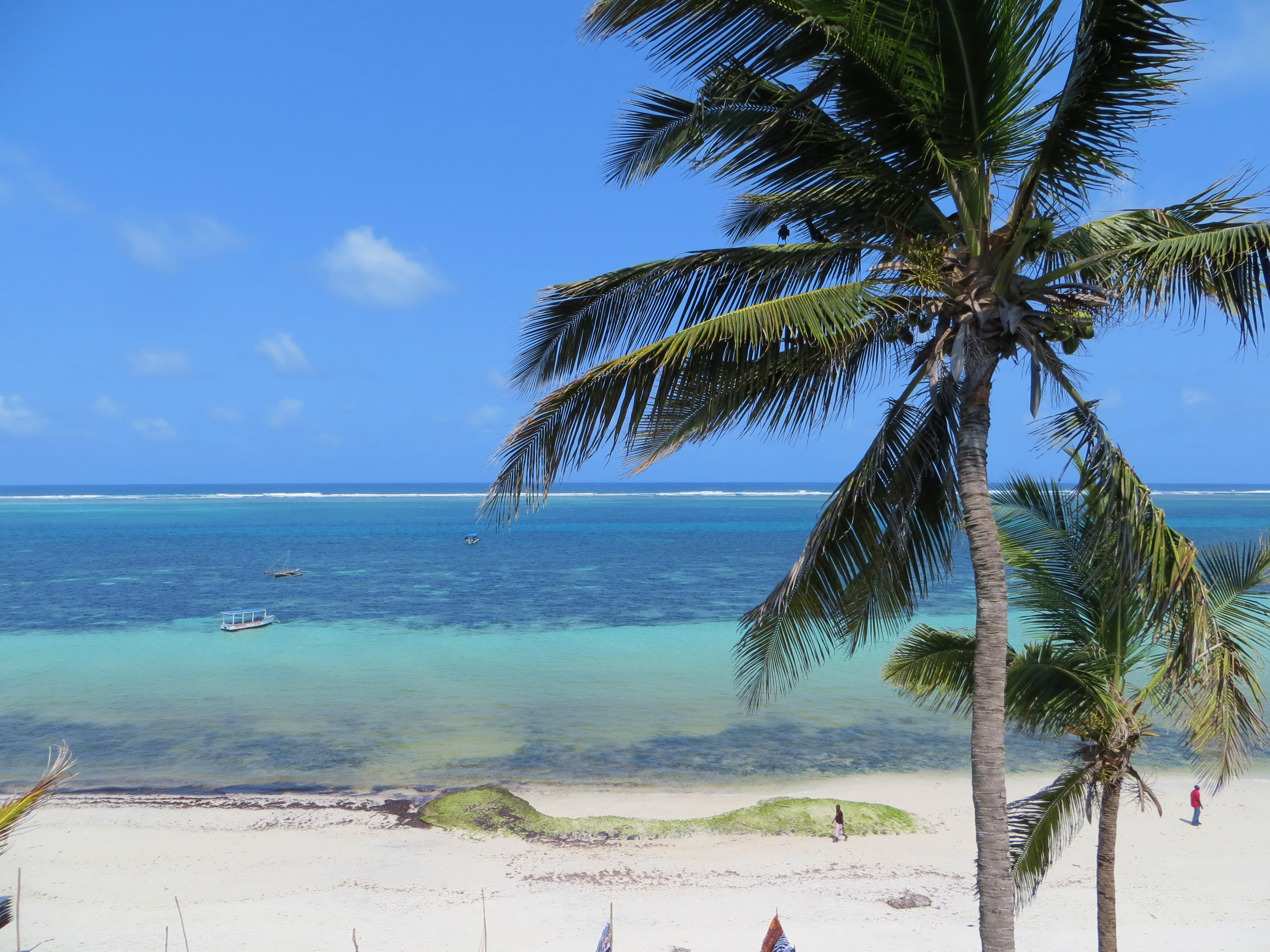
La plage de Nyali, devant le Voyager Hotel.
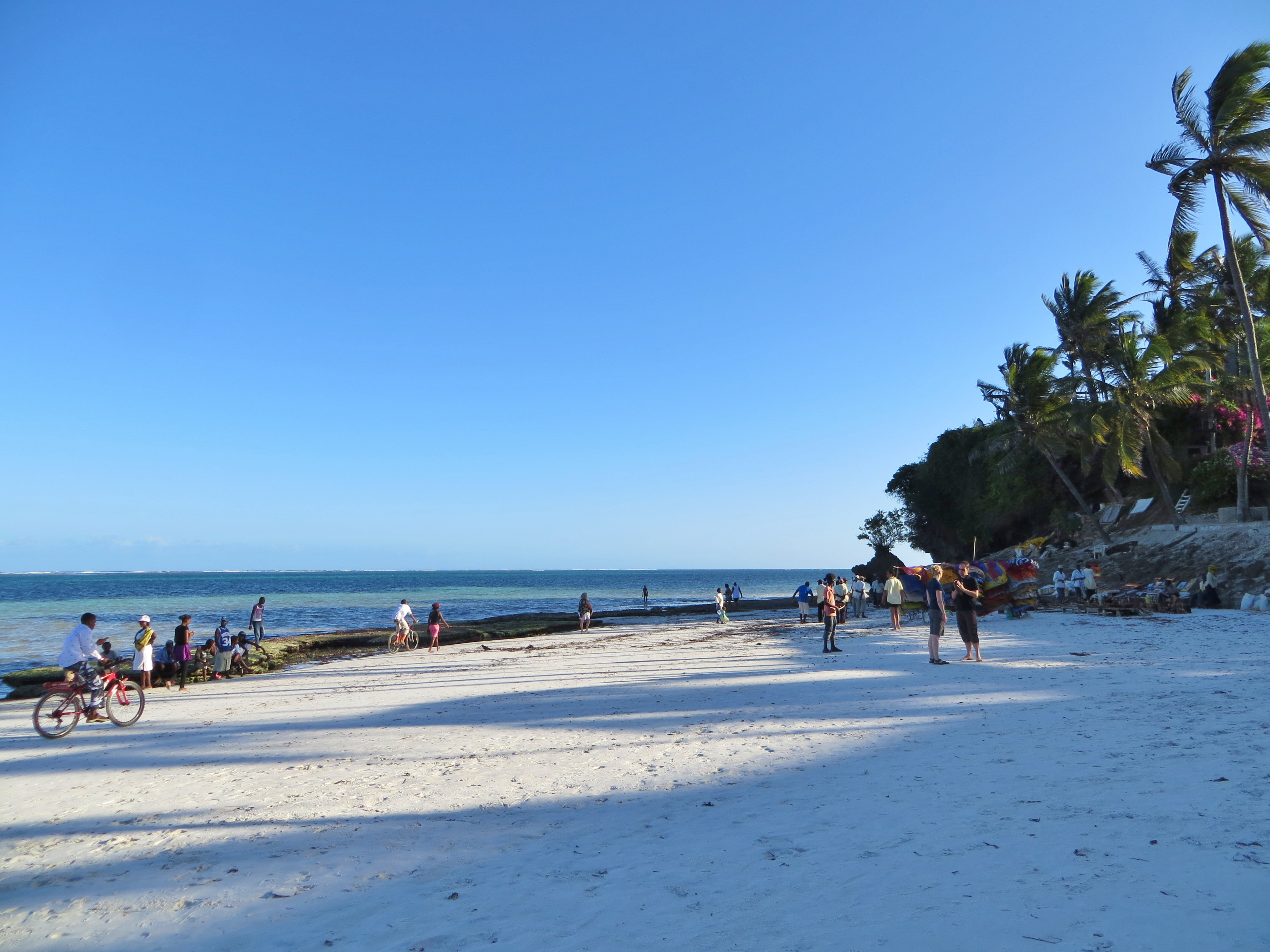
Le même endroit vu de côté.
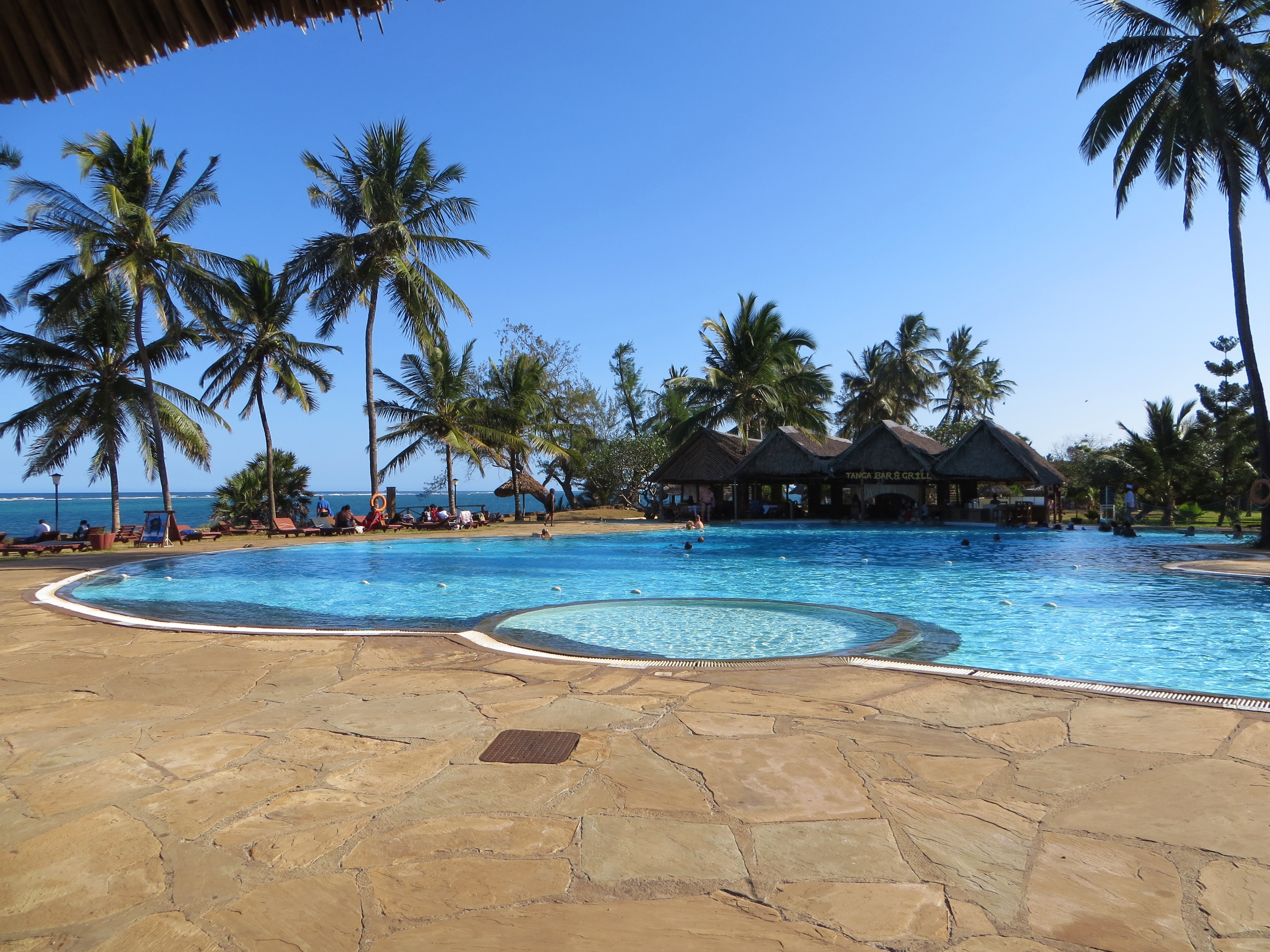
La grande piscine du Reef Hotel et sa vue sur la mer.
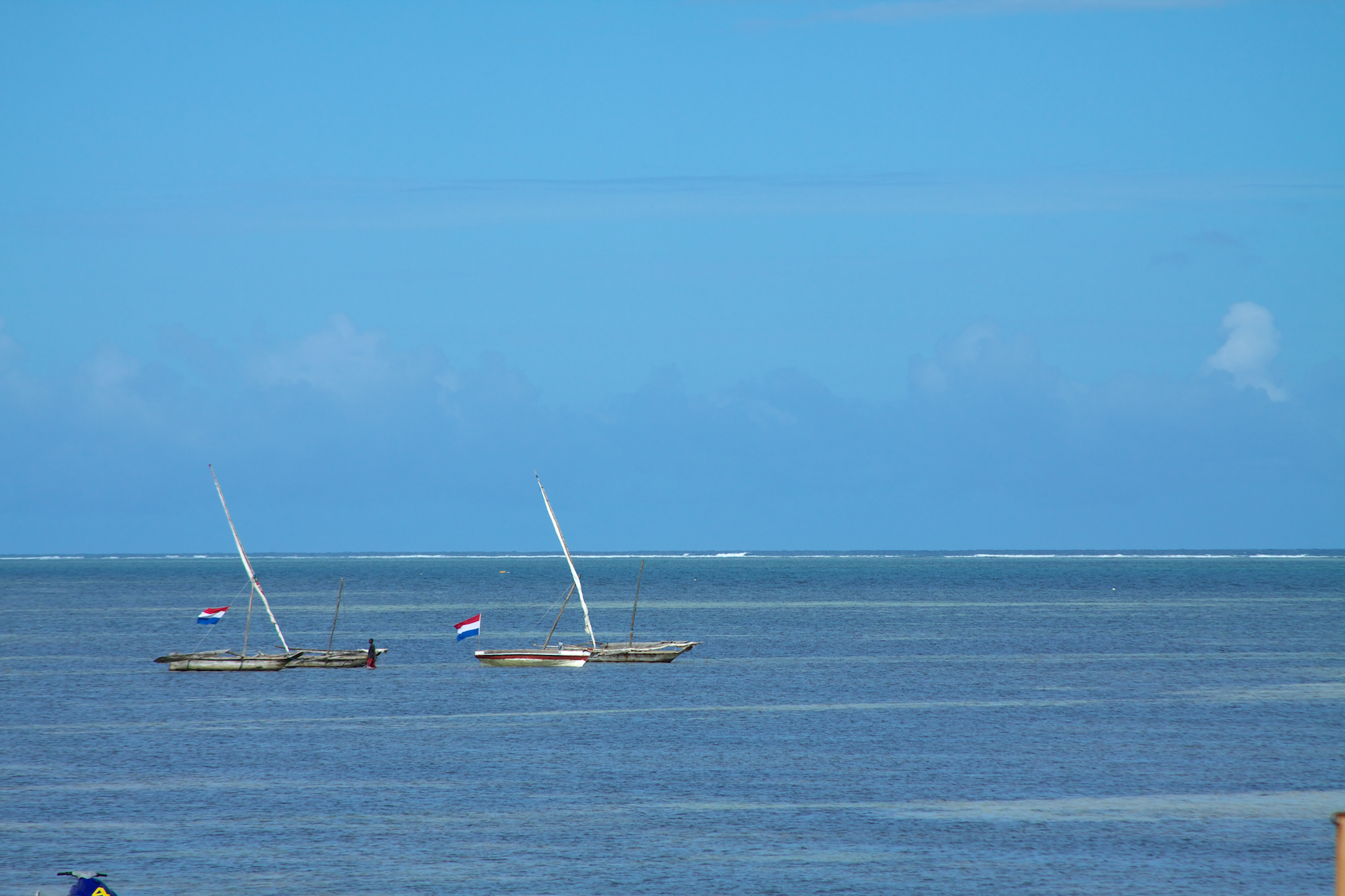
Trimarans dans le lagon de Nyali.
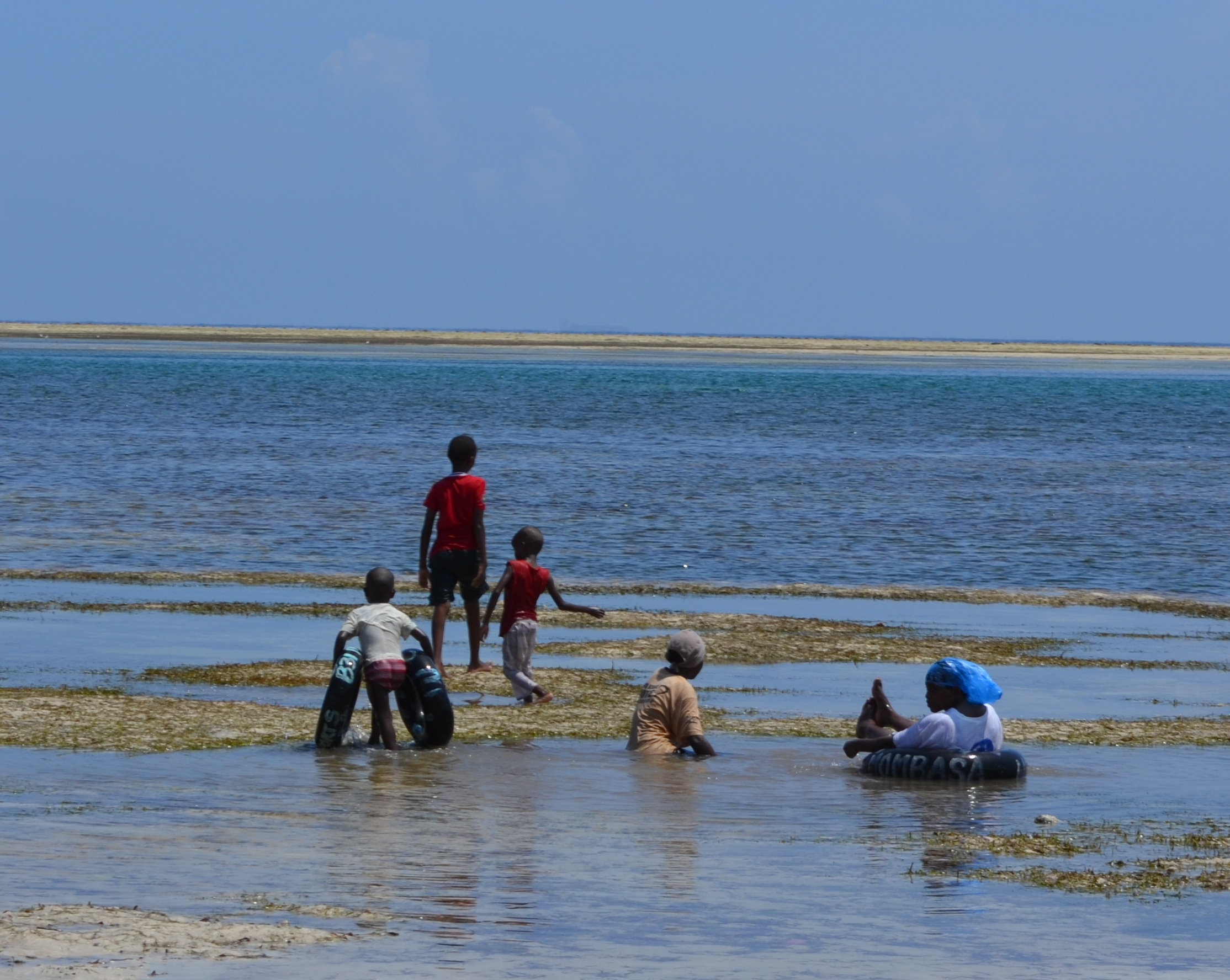
Groupe de Kényans prenant un bain de mer à marée basse à Nyali Beach.

## Dans la culture
- Paradis : Amour (titre original Paradies: Liebe) d'Ulrich Seidl est sorti en 2012. Ce film décrit la réalité du tourisme sexuel d'européennes riches et âgées dans les grands hôtels balnéaires de Nyali. Il a été tourné principalement à Nyali et Diani (plus au sud).